# 天主教帕涅韋日斯教區
天主教凱帕涅韋日斯教區（拉丁語：Dioecesis Panevezensis）是羅馬天主教在立陶宛的一個教區，屬維爾紐斯總教區。成立於1926年4月4日。

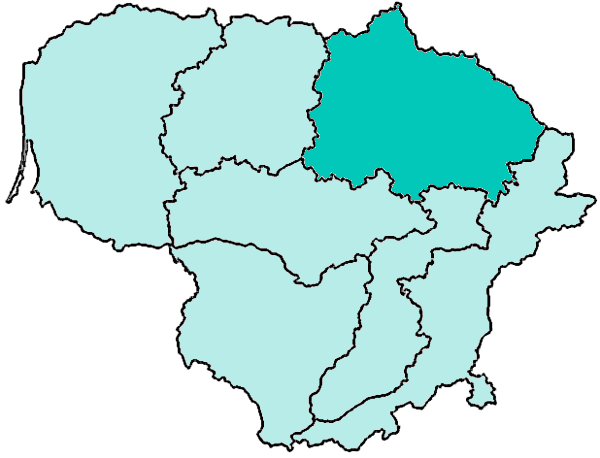
凱帕涅韋日斯教區管轄範圍圖

2004年有教友333,300人，佔轄區總人口82.2%。教區下轄112個堂區，有九十二名司鐸、5名修士、95名修女。現任主教為若望·考內茨卡斯。